# 75 ق هـ
75 ق هـ هي السنة الخامسة والسبعون السابقة للهجرة النبوية، وهي توافق ما بين سنتي 548 و549 حسب التقويم الميلادي، أي أنها بدأت في سنة 548م وانتهت في سنة 549م.